# Wallace Ward
Wallace Ward (* 1932; † 29. Januar 2006) war ein US-amerikanischer Chemiker und Autor von Selbsthilfeliteratur. Der frühere Mitarbeiter des Chemiekonzerns DuPont veröffentlichte auch unter den Pseudonymen Frank R. Wallace, Higgs Field, John Flint. Das als Neo-Tech bezeichnete Denkmodell wurde von ihm um 1968 erstmals veröffentlicht. Wallace ist auch Autor eines Buchs über optimale Pokerstrategien.

## Neo-Tech
Laut eigener Definition ist Neo-Tech eine „anti-dogmatische“ Denkweise, die alle menschlichen Grenzen in Form scheinbar unumstößlicher Fakten und Vorurteile von Politik und Religion, über persönliche Ansichten, bis hin zu philosophischen Dogmen des Todes und des Altruismus hin dekonstruiert, und primär durch Infragestellung von negativen Ansichten statt durch Aufstellen neuer Ansichten funktioniert.

### Entwicklung des Neo-Tech
Laut Wallace war die ursprüngliche Inspiration für Neo-Tech Resultat seiner „Studien kognitiver Aspekte des Poker-Spiels“. Neo-Tech soll von den Theorien des späten Psychologie-Professoren der Princeton University, Julian Jaynes, beeinflusst sein, belegt durch dessen Buch The Origin of Consciousness in the Breakdown of the Bicameral Mind. Neo-Tech akzeptiere Jaynes’ Theorie, dass der menschliche Verstand sich aus einem ursprünglich rein reaktiven Modus, frei von Bewusstsein, Abstraktionsfähigkeit und Introspektion entwickelt hat, der externe Autorität nicht in Frage zu stellen vermochte, hin zu einem proaktiven, bewussten und autonomen Denkprozess.
Neo-Tech sagt als einen nächsten wesentlichen Evolutionsprozess des Denkens die Eliminierung von Mystizismus voraus, was ein freies und autonomes Individuum hervorbringe. Dessen rationale Art des Denkens wird als „Neothink“ bezeichnet. Dagegen werden Individuen und Zivilisationen, die in mystischem Denken verharren, nicht überleben können. Der durch Konkurrenzdruck initiierte Zusammenbruch des Mystizismus wird ebenfalls das Ende derjenigen Menschen sein, die durch Manipulation, Mystizismus, und Autorität persönliche Vorteile erlangen (diese werden als „Neocheater“ bezeichnet).

### Thesen des Neo-Tech
Neo-Tech enthält folgende von der etablierten Wissenschaft nicht anerkannte Thesen:
- Disziplin, Denken und Kontrolle sind die drei Schritte einer einfachen Technik zur Steuerung des Denkens durch Willenskraft, mit der jeder Mensch bewusst seine irrationalen Handlungen verhindern und rationale Handlungen kontrollieren kann.
- Im Bereich Job, Karriere und Management ist das wichtigste Prinzip ein Durchbrechen von Spezialisierung und Hierarchie durch eine neue, simple Arbeitsteilungsweise, die Integration aller Zuständigkeitsbereiche eines Projekts durch einen Einzelnen, und somit wirkliche Arbeitsteilung in der heutigen komplexen Berufswelt ermöglicht, ohne Zuständigkeiten, Kompetenzen und Fachwissen wie bei traditioneller Spezialisierung zu delegieren oder teilen.
- Der Bereich Gesundheit wird durch einige wenige feste Prinzipien geregelt: Volle Selbstverantwortung zur Erhaltung der Gesundheit; absolut kein Alkohol, Nikotin, Drogen, Zucker und Koffein; keine Opferhaltung und keine psychische Selbstzerstörung; sinnvolles Leben durch glückliche Beziehung und Arbeit; tägliche körperliche Fitness; Wasser und Vitamine.
- Eine radikale These ist, dass der Tod unnatürlich und eine unnötige Tragödie für jedes bewusste Leben ist. Daraus wird gefolgert, dass das Ziel der Menschheit in der Abschaffung des Todes besteht. Dies sei bisher nicht gelungen, weil die Endgültigkeit und Sinnlosigkeit des Todes durch religiöse und altruistische Ideologien verleugnet werde und weil die Menschheit durch Politik, Religion, Philosophie und andere Autoritäten unterdrückt werde.

### Wichtige Vertreter
Die Neo-Tech Publishing Company (früher I & O Publishing Company) im Besitz der Familie Ward verlegt Bücher und Artikel von Befürwortern der Philosophie. Die meisten Schriften sind im Format von Instruktionen verfasst, wie man Erfolg im geschäftlichen und persönlichen Leben durch die Anwendung von Neo-Tech erzielt.
Ein weiterer Anhänger der Neo-Tech-Philosophie ist der schottische Schriftsteller Alan Grant, der seine persönliche Lesart des „Neo-Tech“-Systems in der von ihm geschriebenen Underground-Comicreihe Anarky vorstellte.